# Fanni (militar)
Fanni (en llatí Fannius) va ser un militar romà del segle i aC. Formava part de la gens Fànnia, una gens romana d'origen plebeu.
Va ser un dels comandants de Cassi el cap republicà, l'any 42 aC. És possible que es tracti del mateix Fannius mencionat per Flavi Josep, que el descriu com στρατηγὸς ῦπατος (cònsol militar), encara que el càrrec de cònsol no és possible.